# Klaus Demmer
Klaus Demmer (* 27. Mai 1931 in Münster; † 18. Juli 2014 ebenda) war ein römisch-katholischer Moraltheologe.

## Leben
Demmer trat der Ordensgemeinschaft der Missionarii Sacratissimi Cordis Jesu (Herz-Jesu-Missionare) bei und empfing 1957 das Sakrament der Priesterweihe. 1961 promovierte er an der Päpstlichen Universität Gregoriana mit der Arbeit Ius caritatis: Zur christologischen Grundlegung der Augustinischen Naturrechtslehre. 1971 habilitierte er sich an der Universität Innsbruck.
Ab 1962 lehrte er an der Ordenshochschule in Oeventrop und von 1966 bis 1970 war er Dozent für Moraltheologie an der Theologischen Fakultät Paderborn. Von 1970 bis 2003 war er Professor für Moraltheologie an der Gregoriana in Rom. Er hatte verschiedene Gastprofessuren in USA inne und war Mitglied der Europäischen Akademie der Wissenschaften und Künste. Klaus Demmer lebte nach seiner Emeritierung in seiner westfälischen Heimatstadt Münster und war zudem Superior seines Ordens in Münster.
1987 wurde er mit dem Verdienstkreuz 1. Klasse des Verdienstordens der Bundesrepublik Deutschland geehrt. 1999 wurde er mit einer Ehrendoktorwürde der Theologischen Fakultät der Universität Fribourg geehrt.
Am 23. Juli 2014 wurde er auf dem Friedhof der Herz-Jesu-Missionare in Münster-Hiltrup beigesetzt.

## Schriften (Auswahl)
- Ius caritatis: Zur christologischen Grundlegung der Augustinischen Naturrechtslehre, Libreria editrice dell'università Gregoriana Rom 1961 (Dissertation)
- Sein und Gebot : Die Bedeutsamkeit des transzendentalphilosophischen Denkansatzes in der Scholastik der Gegenwart für den formalen Aufriss der Fundamentalmoral, Schöningh Paderborn 1971 (Habilitationsschrift)
- Klaus Demmer: Angewandte Theologie des Ethischen, Verlag Herder 2003, ISBN 978-3-451-28072-6
- Klaus Demmer: Gott denken – sittlich handeln. Fährten ethischer Theologie, Verlag Herder 2008, ISBN 978-3-451-29817-2
- Klaus Demmer: Bedrängte Freiheit. Die Lehre von der Mitwirkung – neu bedacht, Verlag Herder 2010, ISBN 978-3-451-32294-5
- Klaus Demmer (Hrsg.), Aldegonde Brenninkmeijer-Werhahn: Das Herz spricht zum Herzen. Reflexionen über die Ehe, Verlag Herder 2012, ISBN 978-3-451-30659-4
- Klaus Demmer: Selbstaufklärung theologischer Ethik : Themen – Thesen – Perspektiven, Schöningh Paderborn 2014, ISBN 978-3-506-77944-1